# Ота
Ота (јап. 太田市) град је у Јапану у префектури Гунма. Према попису становништва из 2005. у граду је живело 213.300 становника.

## Становништво
Према подацима са пописа, у граду је 2005. године живело 213.300 становника.
| 1995.   | 2000.   | 2005.   |
| ------- | ------- | ------- |
| 203.599 | 210.022 | 213.300 |